# Trương Dũng (doanh nhân)
Trương Dũng (tiếng Trung: 張勇; bính âm: Zhāng Yǒng, tên tiếng Anh: Daniel Zhang) là tổng giám đốc điều hành (CEO) của Tập đoàn Alibaba. Trước khi nhậm chức CEO của tập đoàn, Trương được biết đến với vai trò CEO Taobao và chủ tịch của Tmall (do Alibaba sở hữu). Khi vận hành Tmall, Trương đã góp phần khai sinh ra lễ hội mua sắm Ngày Độc thân, sự kiện bán hàng thường niên ở Trung Quốc có tổng doanh số gấp ba lần Thứ Sáu Đen và Thứ Hai Điện tử gộp lại.

## Thiếu thời và giáo dục
Trương Dũng sinh năm 1972 tại Thượng Hải. Ông học tài chính ở Đại học Tài chính và Kinh tế Thượng Hải.

## Sự nghiệp
Trương Dũng lần đầu gia nhập Taobao (công ty con của Alibaba) vào năm 2007 trên cương vị giám đốc tài chính. Ngay năm sau, ông nhậm chức giám đốc điều hành Taobao. Năm 2011, họ Trương được tiến cử làm chủ tịch Tmall, một sáng kiến mua sắm mô hình B2C của Taobao. Trong thời gian điều hành Tmall, Trương đã tổ chức sự kiện mua sắm Ngày Độc thân.
Năm 2013, Trương thăng tiến lên chức giám đốc điều hành của Tập đoàn Alibaba, và sau đó, kế nhiệm Lục Triệu Hy làm CEO của tập đoàn từ năm 2015. Ngày 10 tháng 9 năm 2018, Mã Vân thông báo rằng họ Trương sẽ thay mình trên cương vị chủ tịch hội đồng quản trị, kể từ ngày 10 tháng 9 năm 2019.
Nhân viên Alibaba có thông lệ chọn biệt danh khi họ gia nhập công ty. Biệt hiệu của Trương Dũng là Tiêu Diêu Tử (tiếng Trung: 逍遥子; bính âm: Xiāoyáo Zi; nghĩa đen 'người tự tại').

## Tham Khảo
1. ↑  “Alibaba Group”. www.alibabagroup.com (bằng tiếng Anh). Truy cập ngày 1 tháng 10 năm 2017.
2. 1 2  Flannery, Russell. “Who Is Alibaba's New CEO?”. Forbes (bằng tiếng Anh). Truy cập ngày 2 tháng 10 năm 2017.
3. 1 2  Harjani, Ansuya (ngày 7 tháng 5 năm 2015). “Why investors are giving Alibaba's new CEO thumbs up”. CNBC. Truy cập ngày 1 tháng 10 năm 2017.
4. ↑  “Singles' Day Celebrates China's Most Prized Demographic: The Unattached”. Observer (bằng tiếng Anh). ngày 5 tháng 1 năm 2017. Truy cập ngày 1 tháng 10 năm 2017.
5. ↑  Choudhury, Saheli. “Alibaba announces Jack Ma succession plan: CEO Daniel Zhang to take over as chairman in a year”. CNBC (bằng tiếng Anh). Truy cập ngày 9 tháng 9 năm 2018.
6. ↑  Shao, Heng. “A Peek Inside Alibaba's Corporate Culture”. Forbes (bằng tiếng Anh). Truy cập ngày 2 tháng 10 năm 2017.